# Повесть о дружбе и недружбе
«Повесть о дружбе и недружбе» — произведение, созданное Аркадием и Борисом Стругацкими, по своему жанру может быть охарактеризовано как сказка-притча. Увидело свет в 1980 году. Целевая аудитория — подростки, что несвойственно авторам, это единственное произведение, созданное ими в качестве детской литературы.

## Оценка авторов
Авторы низко оценивали «Повесть о дружбе и недружбе»:

Главной побудительной причиной послужило то обстоятельство, что ничего серьёзного в те поры опубликовать было невозможно. Поэтому мы и решили переделать старый сценарий в сказку для детей старшего школьного возраста. Соответственно так к этой сказке всегда и относились: как к нежеланному и нелюбимому ребенку.
— OFF-LINE интервью с Борисом Стругацким. Май 2000

## Сюжет
Главный герой «Повести…» — четырнадцатилетний мальчик Андрей Т., который за несколько дней до Нового года заболевает ангиной и в канун праздника вынужден проводить время, соблюдая «постельный режим» и выполняя предписанные лечебные процедуры. Семьей предполагалась встреча праздника за городом, в некой Грибановской караулке. В результате туда отправляются мама, папа и старший брат, оставляя Андрея Т. с дедушкой. Пытаясь придумать, как максимально приятно встретить приближающийся праздник, Андрей звонит другу Генке по прозвищу Абрикос, и тот вызывается прийти в гости к 21:00.
Около девяти мальчик слышит из радиоприемника от Генки призыв о помощи. Андрей должен войти в лаз на собственной кухне и успеть до полуночи спасти друга. Андрей отправляется в путешествие, захватив с собой в качестве спутника вышеуказанный радиоприёмник марки «Спидола». Во время приключения приёмник помогает герою принимать решения, передавая мелодии, соответствующие моменту.

### Испытания

#### Лаз
На кухне обнаруживается прямоугольный лаз неприятного вида, навевающий мысли о ржавых крючьях, крысах и осклизлых ступенях.
Андрей проходит в лаз.

#### Две двери
Пройдя по длинному коридору, Андрей видит две двери с надписями «для смелых» и «для не очень». Андрей открывает вторую дверь.

За дверью была знакомая комната. В знакомом кресле похрапывал знакомый дедушка, на знакомом телевизоре жмурился знакомый кот, со знакомой кровати свешивалось знакомое одеяло.
Андрей Т. решительно закрыл дверь. Скромность, конечно, скромностью, но не такой же ценой!

#### Бассейн
За дверью «для смелых» начинается тоннель, приводящий к плавательному бассейну без воды. Обойти бассейн невозможно, необходимо пройти по его дну. Андрей Т. спускается, и на половине пути его сбивают потоки воды, вынуждая героя бороться за жизнь, чтобы не утонуть. Выбравшись, наконец, на другом конце, мальчик обнаруживает благожелательного человека, помогающего ему высушить одежду и угощающего его горячим чаем с калачом.

Был этот дядя в комбинезоне с лямками на голое загорелое тело, отличался изрядным ростом и чем-то очень напоминал соседа по лестничной площадке по прозвищу Конь Кобылыч. Голос у него был низкий и приятный, и смотрел он на Андрея Т. ласково и приветливо.

Андрей Т. про себя так и зовет незнакомца — Конь Кобылыч.

#### Конь Кобылыч
За чаем Конь Кобылыч отговаривает мальчика от продолжения пути, убеждая его в том, что впереди будет много опасностей, в которых можно сильно пострадать, и напоминая о беспокоящихся родителях. Андрей тем не менее идёт дальше.

#### Вторая пара дверей
Мальчик попадает в зал, видимость в котором сильно ухудшена из-за непонятной дымки. Единственный ориентир — чёрная дорожка на полу, в определенный момент раздваивающаяся и приводящая вновь к надписям «для умных» и «для не слишком». За первой дверью — дорога, заканчивающаяся дверью, за которой всё та же комната с дедушкой. Мальчик выбирает вторую.

#### Скобы
Дорога за второй дверью приводит к лестнице, состоящей из скоб, вмурованных в стену. Первые шесть скоб видны, остальные скрываются в тумане. Андрей долго карабкается по скобам, ноги его дрожат от усталости, а ладони ободраны, и наконец попадает в какую-то комнату.

#### Компьютер
В следующем зале, куда попадает герой, располагается мощный компьютер, представляющийся как «всемогущий электронный думатель, решатель и отгадыватель, сокращенно ВЭДРО». Для выхода Андрей Т. должен ответить на три вопроса ВЭДРО, а потом задать свои вопросы, на один из которых компьютер должен не найти ответа. Обслуживает ВЭДРО и охраняет выход все тот же Конь Кобылыч, но несколько усохший, уменьшившийся в размерах.

#### Филателисты
Победив ВЭДРО, Андрей Т. попадает на площадь, залитую солнцем. Он видит множество павильонов с вывесками
«филуменисты», «филокартисты», «нумизматы», «бонисты» и прочими названиями сообществ людей, объединённых общим интересом, вплоть до алкоголиков и наркоманов. Надеясь получить помощь и консультацию в «своём» павильоне, мальчик заходит в павильон «филателисты», попадая в мир альбомов и кляссеров. Рассматривая альбомы, мальчик теряет счет времени, а невидимый ему помощник подкладывает все новые и новые альбомы. Когда Андрей Т. опомнился, он вновь обнаруживает Коня Кобылыча, предлагающего ему в подарок редчайшую марку «Розовая Гвиана». Но тут приёмник играет песню «Барабанщик», и Андрей понимает, что марки — всего лишь кусочки раскрашенной бумаги. Конь Кобылыч простреливает радиоприёмник из лазерного пистолета, прожигая огромную дыру. Андрей идёт дальше. По дороге он видит множество дверей. Заглянув за дверь с надписью «самый простой выход из», Андрей вновь видит комнату с дедушкой и котом.

#### Последнее испытание
Друг, наконец, находится, Андрей Т. обнаруживает его в окружении устрашающих гротескных фигур (Удивительный Мужчина, Двухгорбая Старуха, Самый Первый Блин, Эстрадная Халтурщица, Хмырь-с-Челюстью, Недобитый Фашист, Красноглазый Юноша и др.), дожидающихся полуночи, чтобы наброситься на Генку. Найдя под ногами шпагу, Андрей Т. вступает в бой со всеми этими мрачными личностями.

### Развязка
Андрей просыпается, время — начало одиннадцатого утра. Приходит Генка-Абрикос, оправдываясь, давая многословные и несвязные объяснения. Андрей Т. дарит ему все свои марки, а приёмник передаёт песню «Барабанщик», показывая «страшную сквозную рану, круглую дыру с оплавленными краями», появившуюся после последней встречи с Конём Кобылычем, когда последний выстрелил в него из бластера.

## Интересные моменты
- В начале произведения происходит небольшая путаница со временем. Пытаясь проверить состояние своего здоровья и выяснить, не прошла ли ангина, Андрей Т. делает первый «экспериментальный глоток всухую» в девятнадцать ноль-пять. Второй экспериментальный глоток он делает в девятнадцать ноль-ноль (в некоторых печатных изданиях — девятнадцать ноль-восемь).
- Андрей Т. побеждает ВЭДРО вопросом «Можете ли вы придумать такой корректный вопрос, на который сами же ответить не сможете?», отсылающим нас к известному теологическому вопросу «Может ли Бог создать такой камень, который он не сможет поднять?» Однако в произведении герой придумывает вопрос сам, вспоминая, что где-то слышал, что «со словом „все“ должно быть связано какое-нибудь исключение, а иначе получается парадокс».

## Экранизация
16 мая 1992 г. в телепередаче «Зазеркалье» по первой программе Центрального телевидения была показана экранизация повести под названием «О дружбе и недружбе». Данная короткометражная лента является дипломной работой выпускника ВГИКа Андрея Федянина. Долгое время фильм считался утраченным, но в октябре 2020 года был выложен на официальном канале ВГИКа Архивная копия от 26 сентября 2021 на Wayback Machine на YouTube.